# Jiří Hřib
Jiří Hřib (16. září 1942 Frýdek-Místek – 19. července 2016 Brno) byl český botanik, rostlinný fyziolog, žák profesora Jana Calábka, průkopníka časosběrné výzkumné a populárně-vědecké kinematografie.

## Biografie
Jiří Hřib vystudoval Vysokou školu zemědělskou (pozdější Mendelovu univerzitu), kde v roce 1973 získal titul kandidát biologických věd. V roce 1966-1973 byl řádným vědeckým aspirantem Ústavu přístrojové techniky (ÚPT ČSAV). V letech 1973-1974 byl vědeckým pracovníkem Ústavu obratlovců ČSAV, 1975-1983 Botanického ústavu ČSAV, 1984-1987 Ústavu experimentální fytotechniky ČSAV, 1988–1991 Ústavu systematické a ekologické biologie ČSAV v Brně. Od roku 1992 do roku 1996 byl vědeckým pracovníkem Ústavu genetiky rastlín SAV a v letech 1997-1998 vedoucím vědeckým pracovníkem Ústavu genetiky a biotechnologií rastlín SAV v Nitře.

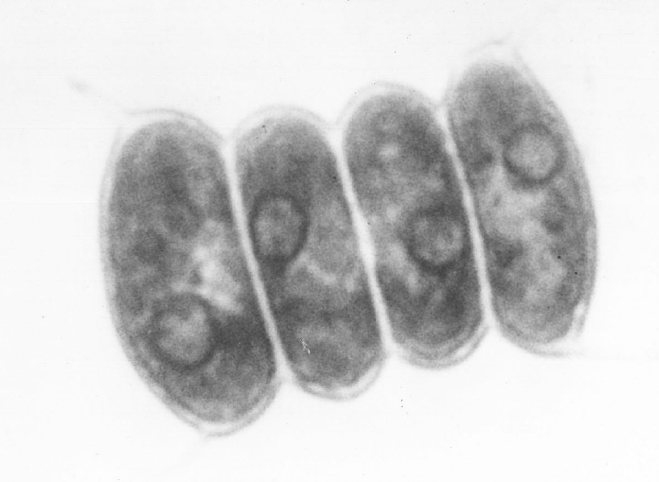
Modelový organismus: zelená řasa Scenedesmus quadricauda. Laboratoř vědeckého filmu, Brno, 1970

## Selekce témat základního výzkumu řešených J. Hřibem
- Z časosběrných protokolů analyzoval obracení a stah (kontrakci) velkého deskovitého chloroplastu vláknité řasy Mougeotia sp., jako reakci na silné světlo. Výsledky analýzy prezentoval na IInd International Colloquium jako součásti mezinárodní akce INTERKAMERA 73 s názvem: „Microcinematography as a Research Method in Cytology“, 2.-3. dubna 1973. Na kolokviu vyslovil Hřib v diskusi hypotézu možného výskytu aktino-myosinového komplexu zodpovědného za kontrakci chloroplastu. Na tehdejší dobu to byla v buněčné biologii, zejména rostlinné, přímo revoluční myšlenka.
- V letech 1976 až 1984 studoval s profesorem Vladimírem Rypáčkem jako první na světě biologii dřevokazných hub v explantátových (kalusových) kulturách. V pozdější době používal Hřib se spolupracovníky v dvoukulturách (dual cultures) také embryogenní kulturu borovice (Pinus nigra).[1]
- V roce 1985 se Hřib zúčastnil mezinárodního sympozia „Regulation of Plant Integrity" konaného 2.-5. září 1985 v Brně k 100. výročí narození profesora Rudolfa Dostála. Na sympoziu prezentoval poster na téma „An outline of the theory of plant defense system on the basis of plant integrity“.[2]
- Je hlavním autorem patentu s názvem „Zapojení pro automatické časosběrné snímání série objektů“.[3] Patent byl ověřen experimentálně ve studii, která vyšla v prestižním vědeckém časopisu European Journal of Forest Pathology.[4]
- V roce 1989 dal podnět ing. M. Strnadovi z ÚEB ČSAV Olomouc k objevu aromatických cytokininů u topolu (topolinů).
- Je spoluautorem izolace a charakteristiky lektinu (PNL, Pinus Nigra Lectin), prvního lektinu objeveného u nahosemených rostlin (Gymnosperm).[5]
- Od roku 2010/11 externě spolupracoval s vědeckými pracovníky Ústavu přístrojové techniky (ÚPT AV ČR) a Mendelovy univerzity v Brně na metodologii zobrazení nativního stavu rostlinných buněk, časných (early) somatických embryí jehličnatých dřevin v ESEM (Environmental Scanning Electron Microscope)[6]

## Fotogalerie

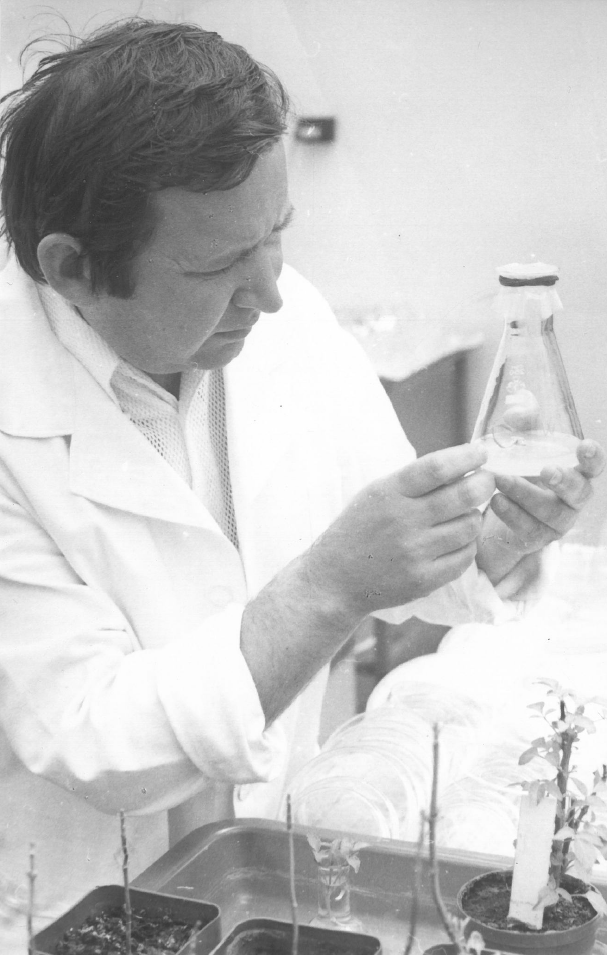
Jiří Hřib - ve skleníku při kontrole regenerantů topolu, Brno, 1988
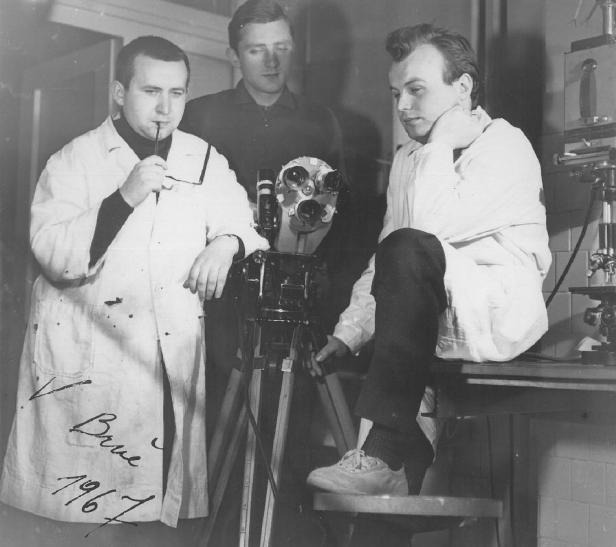
Porada mladých pracovníků Laboratoře vědeckého filmu ČSAV na Botanické 8 v Brně (zleva: Ing. Jiří Hřib, Petr Kňáva, Ing. Vítězslav Březina)
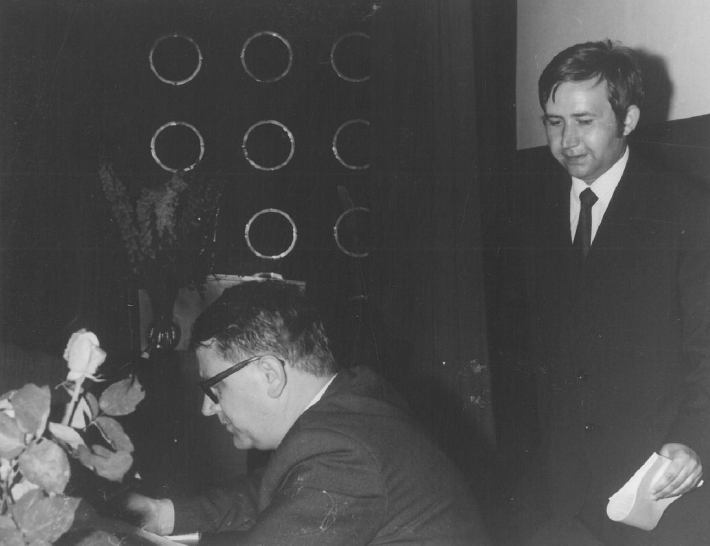
Profesor Walter Url z Pflanzenphysiologische Institut der Universität Wien (předsedající) a přednášející Ing. Jiří Hřib (LVF ČSAV) na Mezinárodním kolokviu výzkumné a výukové kinematografie (ICREC), Brno, 1970
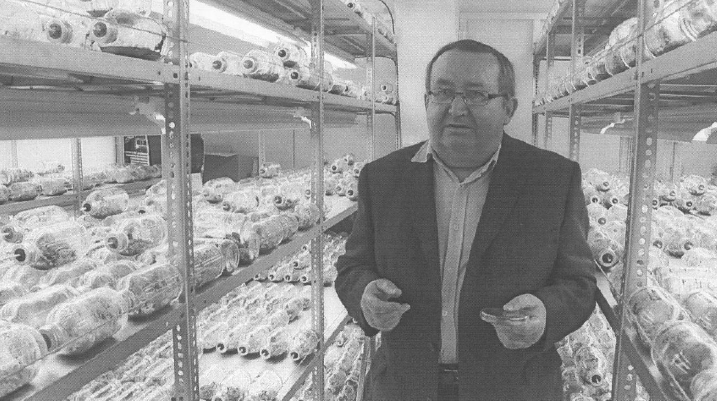
Rostlinný fyziolog Jiří Hřib, CSc. v dokumentárním filmu ČT autorky RNDr. Alice Růžičkové (FAMU) "Jan Calábek ku potěše včel, básníků a botaniků", 2013
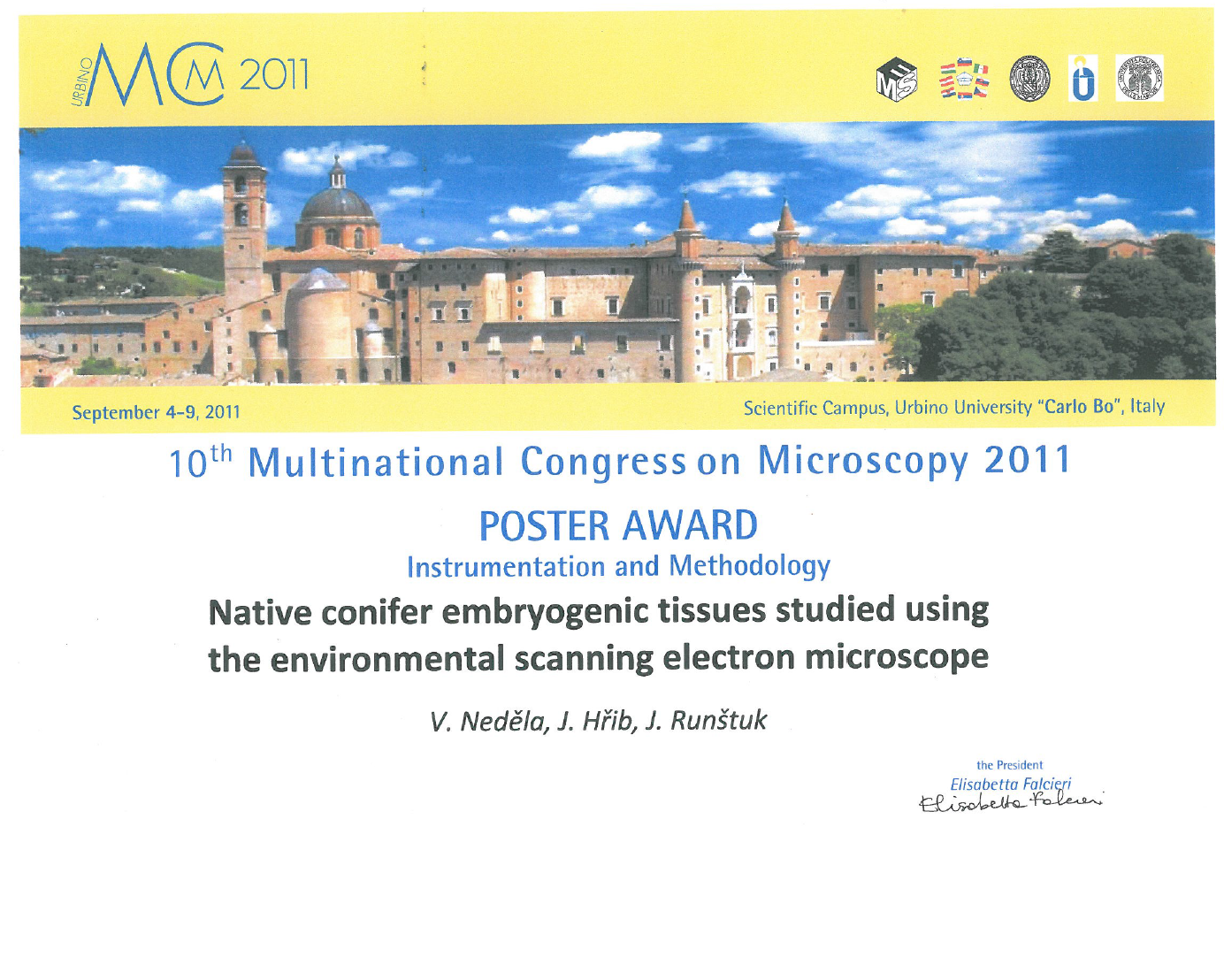
Ocenění na "10th Multinational Congress on Microscopy 2011", Urbino, Itálie
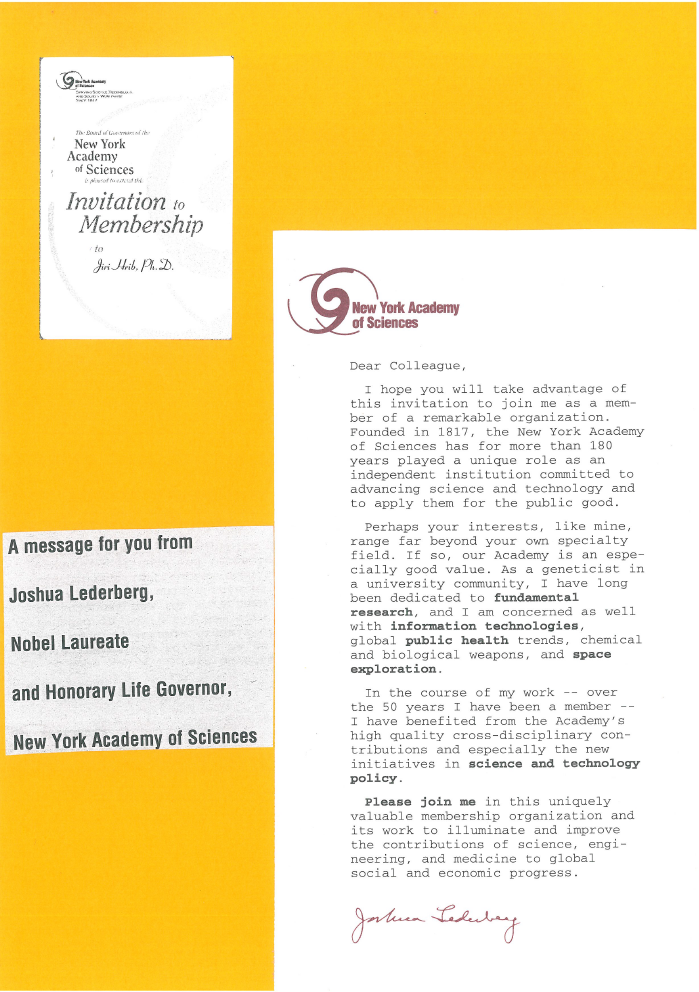
New York Academy of Sciences - Invitation to Membership to J. Hřib, Ph.D